# 世一
世一是香港歌手張天賦於2023年1月19日由香港華納唱片數位發行的單曲，是為1月20日發行的第二張專輯This is MC的首發主打歌。

## 製作
由馮允謙、陳考威和JNYBeatz共同譜曲，為張天賦擅長的R&B曲風，主旋律為帶有節奏藍調的D大調，黃偉文填詞，陳考威監製，歌曲第二段的Rap詞由Young Hysan負責。這首單曲張天賦另外與Kiri T錄製合唱版本世一（不可一世），Kiri T並且將獨唱版Rap的部分重新譜曲。合唱版本同時收入至This is MC專輯，另於2023年2月14日單獨數位發行。
此單曲有拍攝及發布MV，由華納唱片2023年的新人歌手Nancy Kwai出演女主角，張天賦與Nancy Kwai以高中生造型入鏡，取景地點包括香港太空館，共同演出青春校園劇情。

## 商業成績
於2023年度叱咤樂壇流行榜頒獎典禮得到「專業推介叱咤十大」第八位、第四十五屆十大中文金曲獲得「全球華人至尊金曲獎」及「十大金曲獎」；另外取得「YouTube香港2023年度十大排行榜」的首位成績。